# Agència de Notícies Dicle
Agència de Notícies Dicle (Dicle Haber Ajansı, DIHA), és una agència de notícies kurda a Turquia. El març de 2012 Reporters sense Fronteres va informar que 27 dels seus periodistes estaven a la presó. DIHA produeix notícies en turc, kurd i anglès.
DIHA ha patit innumerables problemes amb les autoritats turques i molts dels seus periodistes han estat detinguts. El març de 2009, després de la cobertura del Newroz a Siirt, Abdurrahman Gök va ser arrestat i acusat de fer propaganda en nom del Partit dels Treballadors del Kurdistan.
Entre desembre de 2015 i maig de 2016, 12 dels seus periodistes van ser detinguts. Les autoritats turques han censurat l'accés al lloc web 40 vegades, i aquest canvia d'adreça cada vegada que és bloquejat. Després de la temptativa de cop d'estat a Turquia de 2016, va ser un dels més de 150 mitjans de comunicació clausurats per les autoritats.